# Edward Babiuch
Edward Mikołaj Babiuch (28. prosince 1927 Dąbrowa Górnicza - 1. února 2021 Varšava) byl polský komunistický politik. V letech 1970–1980 byl člen politbyra Ústředního výboru Polské sjednocené dělnické strany, tedy hlavního mocenského centra komunistického režimu v Polsku. V roce 1980 byl předsedou Rady ministrů (premiérem). V letech 1972–1980 členem Státní rady (kolektivní hlavy státu), od roku 1976 byl jejím místopředsedou.

## Život
Narodil se v hornické rodině. V letech 1953–1955 vystudoval Stranickou školu při Ústředním výboru Polské sjednocené dělnické strany a poté studoval na Hlavní škole plánování a statistiky ve Varšavě. Od roku 1948 byl člen strany. V letech 1949–1955 pracoval v organizačním aparátu Polského svazu mládeže, poté v aparátu Ústředního výboru Polské sjednocené dělnické strany (v letech 1955–1959 byl instruktorem organizačního oddělení a od roku 1958 starším instruktorem). V letech 1959–1963 byl tajemníkem varšavského zemského výboru Polské sjednocené dělnické strany a vedoucím organizačního oddělení, od roku 1964 členem ústředního výboru. V letech 1963–1965 byl zástupcem vedoucího organizačního odboru ÚV, šéfredaktorem stranického časopisu Życie Partia, v letech 1965–1970 vedoucím organizačního odboru ÚV. Od roku 1969 působil jako poslanec Sejmu Polské lidové republiky, zde byl mj. předsedou Výboru národní obrany (1971–1972). V letech 1971–1981 byl také členem předsednictva Národního výboru Fronty národní jednoty. Od prosince 1970 do srpna 1980 byl člen politbyra ÚV a tajemníkem ÚV (do února 1980). V letech 1972–1976 člen, v letech 1976–1980 místopředseda Státní rady. Od února do srpna 1980 předseda vlády. Jako blízký spolupracovník Edwarda Gierka byl nucen opustit státní a stranické funkce, v říjnu 1980 byl odvolán z ústředního výboru a v červenci 1981 byl vyloučen ze strany 9. sjezdem. Na žádost pléna ÚV se také v prosinci 1980 vzdal poslaneckého mandátu. Během stanného práva byl spolu s dalšími vedoucími politiky z před roku 1980 internován, do mocenských pozic už se nevrátil. Po pádu komunismu v roce 1989 se veřejně neprojevoval, nenapsal paměti ani neposkytoval rozhovory. Zemřel ve věku 93 let a stal se tak nejdéle žijícím předsedou vlády Polska v historii.